# Holothele denticulata
Holothele denticulata är en spindelart som först beskrevs av Pelegrín Franganillo Balboa 1930.  
Holothele denticulata ingår i släktet Holothele och familjen fågelspindlar. Artens utbredningsområde är Kuba. Inga underarter finns listade i Catalogue of Life.